# Suastus
Suastus is een geslacht van vlinders van de familie dikkopjes (Hesperiidae), uit de onderfamilie Hesperiinae.

## Soorten
- S. everyx (Mabille, 1883)
- S. gremius (Fabricius, 1798)
- S. imperspicua (Hayward, 1940)
- S. migreus Semper, 1892
- S. minuta (Moore, 1877)